# Steve Ojomoh
Stephen Oziegbe Ojomoh, detto Steve (Benin City, 25 maggio 1970), è un ex rugbista a 15 britannico di origine nigeriana, internazionale per l’Inghilterra, nel ruolo di terza linea (numero 8 o flanker).

## Biografia
Il primo contratto professionistico di Ojomoh giunse con il Bath nel 1996; con tale club si laureò campione d'Europa nel 1998; all'epoca già vantava convocazioni nella Nazionale inglese, nella quale aveva esordito nel 1994 nel corso del Cinque Nazioni di quell'anno, contro l'Irlanda.
L'anno successivo prese parte alla Coppa del Mondo di rugby 1995 in Sudafrica, dove l'Inghilterra si classificò quarta, e disputandovi 3 incontri. Furono 12 in totale fino al 1998 le presenze in Nazionale; all'attivo anche la vittoria nel Cinque Nazioni 1995 con il Grande Slam.
Nel 2001 disputò anche una stagione in Italia, nell'Parma insieme al suo connazionale, e compagno di squadra nell'Inghilterra, Adedayo Adebayo.
Da quando si è ritirato dall'attività agonistica partecipa alla conduzione di un centro per la cura e l'intrattenimento dell'infanzia nella zona di Bath, da lui cofondato.

## Palmarès
- Heineken Cup: 1
Bath: 1997-98